# Toni Artis
Toni Artis (Catarroja, Horta Sud, 8 de juny de 1949) és un cantant valencià.

## Biografia
Durant el seu temps d'estudiant va alternar els llibres amb el seu treball com a decorador. Als setze anys va començar com a guitarra rítmica en un grup de barri, i als díhuit va passar a ser la veu solista del conjunt musical Los Genios, grup que va arribar a gravar un single i amb el qual va guanyar el seu primer Festival de la Cançó a Terol.
Uns anys més tard, i ja en solitari, va guanyar el Festival d'Interpretació del Túria. En 1972 li va arribar el moment del servici militar, després del qual començà la seua gira amb nous músics per tot Espanya.
En 1974 va arribar el seu primer èxit discogràfic, «Al salir el sol». Amb eixa cançó es va presentar al Festival de Benidorm. En 1978 s'hi tornà a presentar i arribà a ser finalista. Eixe mateix any, va realitzar el seu primer LP, En recuerdo de una voz, amb cançons del repertori de Nino Bravo, que en 1976 seria reeditat a Espanya i Argentina.
Del 24 de maig al 7 de juny de 1975, va ser número 1 de los 40 Principales amb el tema «Ven otra vez», durant tres setmanes consecutives.
Després de diversos singles, produïts pel popular locutor valencià Enrique Ginés, Toni va canviar de companyia (de Moviplay a Hispavox) amb el disc produït per Jesús Gluck. En 1979, va editar un LP, titulat Va nàixer, esta vegada amb totes les cançons en valencià, amb lletres del poeta Xavier Casp i música de Toni mateix.
L'ínclit locutor Enrique Ginés sempre ha afirmat que l'homenatge més digne fet a Nino Bravo en forma de disc fou el que realitzà Toni Artis.
En 2006 es va reunir amb els seus companys i amics del grup Los Genios. Com a resultat d'això, en juny de 2009 es va editar un CD temes mítics dels anys setanta, però amb una producció actual, titulat Jóvenes.

## Discografia
Singles
- 1969 Los Genios (SG - El nuevo día / Locura)
- 1974 Toni Artis (SG - Unas palabras / Nuestra canción)
- 1974 Toni Artis (SG - Al salir el sol / Cristy) Festival de Benidorm
- 1975 Toni Artis (SG - Ven otra vez / No volverá) Núm. 1 de maig a juny en 40 principales }
- 1975 Toni Artis (SG - Tengo miedo / Me voy)
- 1977 Toni Artis (SG - Gina / Adios,adios)

LP
- 1974 Toni Artis (LP - En recuerdo de una voz)
- 1979 Toni Artis (LP - Va nàixer)